# Castel Aichberg
Castel Aichberg (in tedesco Ansitz Aichberg) è un castello rinascimentale che si trova nella frazione di San Michele del comune di Appiano in Alto Adige.
Nel 1570 Nikolaus Leys sposò la figlia maggiore di David Lanser che gli portò in dote il fondo agricolo Aichberg. Nel 1595 al posto della semplice residenza contadina vi fu costruito il castello in stile rinascimentale.
Nel 1625 passò a Valentin Christof von Aichner, che era già il signore del vicino Castel Paschbach. In seguito cambio più volte proprietario: nel 1776 fu di Leopold Adam von Wenser, poi nel 1860 di Johann Klotz e infine nel 1879 di Josef Heinrich von Zastrow. Quest'ultimo lo restaurò e gli diede l'aspetto attuale.
Poi fu di proprietà di Franz Tausend, che si spacciava per alchimista, nel dopoguerra dei conti Forni e in seguito dei conti Khuen-Belasi, attuali proprietari.
Diventato un hotel dal 1965, non è più liberamente visitabile.